# Marguerite Hessein de La Sablière
Marguerite Hessein, madame de la Sablière, batejada a París el 18 de març de 1640 i morta a París el 6 de gener de 1693, fou una salonnière francesa, mecenes de diversos artistes i estudiosos, moralista i filòsofa.

## Biografia
Dama distingida pel seu esperit i la seva benevolència, Marguerite Hessein, madame de la Sablière, és una de les glòries del segle xvii. Va néixer en una família protestant, hugonot, va aprendre física, astronomia, matemàtiques, música i dominava diversos idiomes, inclòs el grec antic.
Es va casar l'any 1654, en un matrimoni concertat, amb Antoine de Rambouillet de la Sablière, també protestant, fill d'un ric financer, financer ell mateix i gestor dels bens del rei, home d'enginy i amic de plaer que va compondre bells madrigals. L'enganyà i s'arruïnà. Quan les infidelitats i la violència física i emocional que el marit infringia a la seva dona es van fer insuportables, Madame de la Sablière va obtenir del tribunal una separació legal, el 1668, tot i perdent la custòdia dels fills. L'any 1677 la justícia va fer que Madame de la Sablière pogués recuperar el seu dot i això li permeté viure lliurement a la rue Neuve-des-Petits-Champs. Més endavant inspirà en el marquès de La Fare una passió viva i compartida, que el poeta ha cantat en els seus versos. Es van separar el 1679.
No va deixar mai la seva formació permanent en ciència i filosofia, càlcul, geometria, anatomia o astronomia... S'instruí sobre les novetats científiques amb diversos estudiosos i erudits –Roberval, Sauveur o Barthélemy d'Herbelot– i assistí a conferències públiques de Joachim d'Alencé, Luís António Verney o Cassini, amb qui estudià a l'Observatori de París.

## El saló i el mecenatge
El seu saló de la Folie-Rambouillet, rue Neuve-des-Petits-Champs, va reunir la millor societat i aviat va esdevenir un centre cultural. S'hi podia trobar Benserade, Brancas, Claude-Emmanuel Luillier (Chapelle), Chaulieu, Valentin Conrart, Boileau, el marquès de La Fare, Marie-Madeleine de La Fayette, Fontenelle, Gassendi, Pierre-Daniel Huet, el duc de Lauzun, Ninon de Lenclos, Molière, el duc de Nemours, Pellisson, Perrault, Racine, Tallemant des Réaux, Roberval, Rohault, Sauveur o Marie de Sévigné.
Com esmenta Anatole France, la casa de madame de la Sablière «era la casa dels estudiosos». Va quedar immortalitzada per la protecció que va concedir al viatger Bernier, que li va fer el seu Abrégé de la Philosophie de Gassendi. També va acollir un jove Joseph Sauveur, que després esdevindria un dels més grans matemàtics francesos i creador de la ciència de l'acústica musical. També va oferir hospitalitat, a la mort de la duquessa d'Orleans i fins a la seva pròpia mort, a Jean de La Fontaine, que va viure a casa seva durants vint anys, de 1673 a 1693. Aquest li tingué una veritable adoració, i li escrigué una faula, el «Discours à Madame de La Sablière», que conforma, juntament amb Les dues rates, la guineu i l'ou, la vintena faula del llibre IX. La faula serveix per contradir Descartes que, en el seu Discurs del mètode, sostenia que els animals eren mers autòmats. A la manera de les converses i disquisicions del saló, La Fontaine fa parlar els seus adversaris i després refuta les seves tesis amb exemples diversos.

## Retir i vida de penitent
Convertida al catolicisme, es va retirar per atendre els malalts a l'hospital dels Incurables i després a la rue Neuve-Saint-Honoré damunt del convent dels Feuillants, on va viure fins a la seva mort una vida dedicada a l'assistència, la contemplació i la reflexió mística i moral.

## Obra

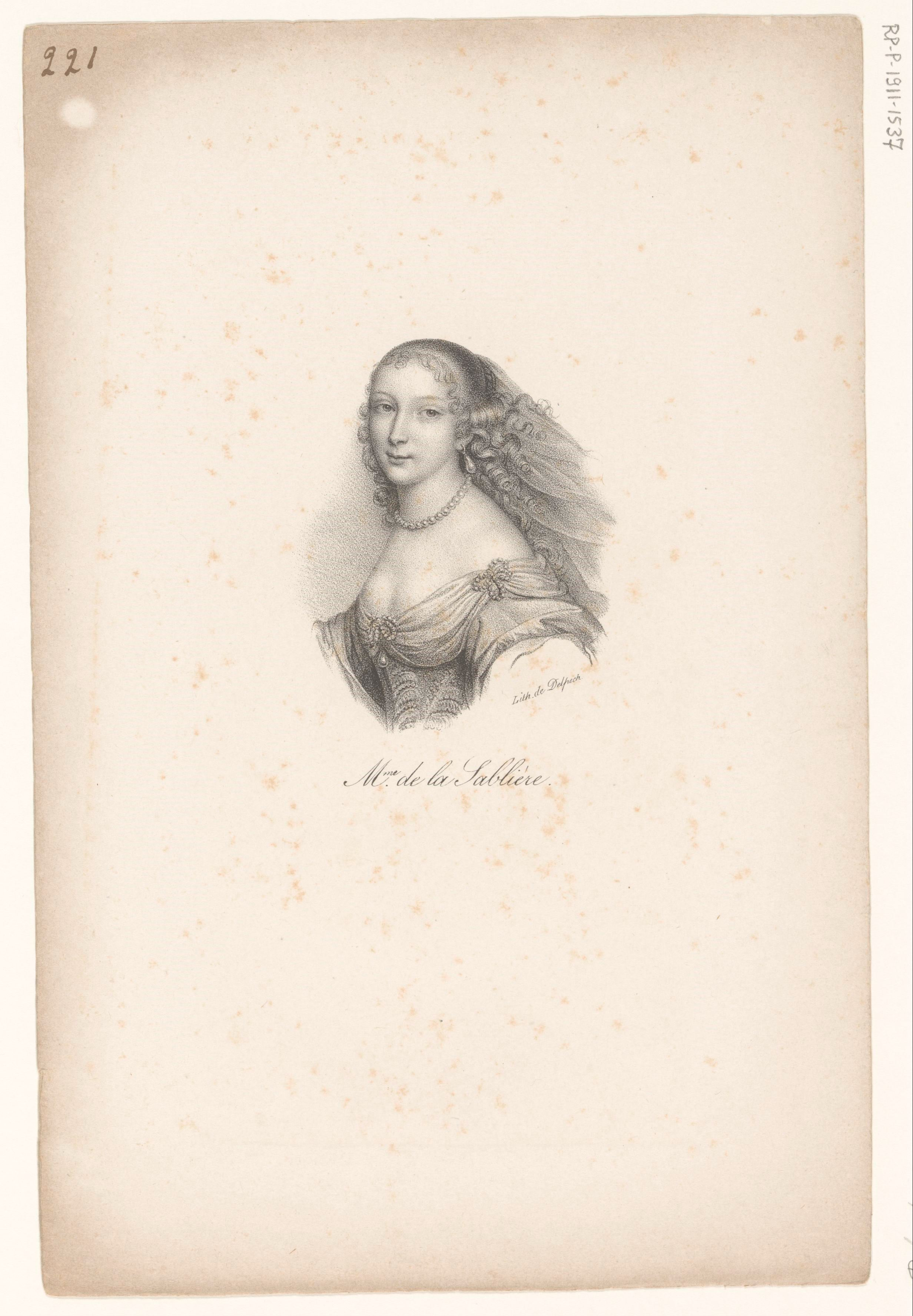
Retrat de Marguerite Hessein de la Sablière

Va escriure cent Màximes cristianes, un recull d'observacions sobre la vida moral que es va publicar pòstumament el 1705. Absent de la primera edició, el seu nom apareix en una reedició de 1743, feta per La Rochefoucald -a qui s'havia atribuït erròniament-, i substitueix la denominació "M.****" en una reedició de 1777.
La recerca duta a terme per Menjot d'Elbenne a principis del segle XX ha permès recuperar altres obres seves, escrites en la darrera etapa de la vida, i reconèixer, com a filòsofa moralista, les seves aportacions a la psicologia moral, amb una defensa d'una ètica basada en la gràcia, les virtuts teologals i la il·luminació divina.
Pensaments cristians és un petit tractat espiritual en què descriu el lliurament místic de l'ànima a Déu per poder dur una vida fonamentada en la virtut.
També se'n conserva una col·lecció de cartes manuscrites adreçades al seu confessor, l'abat de Rancé.

## Anecdotari
Madame de Sévigné esmenta, en una de les seves cartes, que Madame de la Sablière va ser la primera a posar llet al te. Aquesta pràctica respon al fet que ella, patint per les seves tasses de porcellana, hi abocava una mica de llet abans de posar-hi el te, per tal de refredar la tassa i que així no s'esquerdés.